# Alta Corte de Cassação e Justiça (Romênia)
A Alta Corte (português brasileiro) ou Alto Tribunal (português europeu) de Cassação e Justiça (em romeno: Înalta Curte de Casaţie şi Justitie) é a corte suprema da Romênia. Tribunal de última instância do país, a Alta Corte tem função semelhante a de outras cortes supremas, como o Supremo Tribunal Federal no Brasil e o Supremo Tribunal de Justiça em Portugal.
Ele teve várias designações ao longo de sua existência: "Curtea Suprema" ("Corte Suprema") e "Tribunalul Suprem" ("Supremo Tribunal") no período comunista (1948-1952 e 1952-1989, respectivamente), e "Curtea Suprema de Justitie" ("Suprema Corte de Justiça") entre 1990 a 2003. O nome "Înalta Curte de Casaţie şi Justitie" foi re-introduzido em 2003, tendo sido também utilizado durante o Reino da Romênia (1861-1947).

## Organização
A Alta Corte de Cassação e Justiça está organizada em departamentos:
- Primeira Câmara Civil
- Segunda Câmara Civil
- Câmara Criminal
- Câmara de Litígios Administrativos e Tributários
- Câmaras conjuntas

Junto a esses departamentos, existem equipes organizadas para analisar recursos contra as decisões das cortes de apelação e outras decisões. São equipes que têm a competência de julgar recursos no interesse da lei e resolver questões de direito. Há também a equipe dos 5 juízes, que delibera sobre apelações e petições de casos julgados em primeira instância pela Câmara Criminal, além de funcionar como órgão disciplinar.